# Ario de Rosales
Ario de Rosales är en kommunhuvudort i Mexiko.   Den ligger i kommunen Ario och delstaten Michoacán de Ocampo, i den södra delen av landet, 270 km väster om huvudstaden Mexico City. Ario de Rosales ligger 1 916 meter över havet och antalet invånare är 14 585.
Terrängen runt Ario de Rosales är lite bergig. Runt Ario de Rosales är det ganska glesbefolkat, med 48 invånare per kvadratkilometer. Ario de Rosales är det största samhället i trakten. I omgivningarna runt Ario de Rosales växer huvudsakligen savannskog.